# Aplidium fistulosum
Aplidium fistulosum är en sjöpungsart som beskrevs av Monniot 1991. Aplidium fistulosum ingår i släktet Aplidium och familjen klumpsjöpungar. Inga underarter finns listade i Catalogue of Life.